# تورم ناشی از فشار هزینه

عرضه کل - تصویر الگوی تقاضای کل از عرضه کل (AS) به ASپریم تغییر می‌کند و باعث می‌شود در حالی که کاهش تولید، سطح قیمت را افزایش می‌دهد.

تورم ناشی از فشار هزینه نوعی تورم است که ناشی از افزایش قابل توجه در هزینه کالاها یا خدمات مهم است در حالی که جایگزین مناسبی برای آن‌ها در دسترس نیست. این نوع تورم برخلاف تورم کاهش تقاضا است. هر دو مورد از تورم در زمان‌های مختلف اغلب با شواهد غیرمستقیم ارائه شده‌است که برتری آنها را توضیح می‌دهد. وضعیتی که معمولاً به آن اشاره شده‌است، بحران نفت دهه ۱۹۷۰ بود که برخی از اقتصاددانان آن را عامل اصلی تورم تجربه شده در جهان غرب در آن دهه می‌دانند. استدلال می‌شود که این تورم ناشی از افزایش قیمت نفت خام تحمیل شده توسط کشورهای عضو اوپک است. از آنجا که نفت برای اقتصادهای صنعتی از اهمیت ویژه ای برخوردار است، افزایش زیاد در قیمت آن می‌تواند منجر به افزایش قیمت اکثر محصولات و افزایش سطح قیمت شود. برخی از اقتصاددانان معتقدند چنین تغییری در سطح قیمت می‌تواند باعث افزایش نرخ تورم در دوره‌های طولانی‌تر، به دلیل انتظارات تطبیقی و مارپیچ قیمت / دستمزد شود، به طوری که شوک عرضه می‌تواند اثرات مداوم داشته باشد.

## دلایل
- افزایش قیمت مواد اولیه.
- افزایش هزینه‌های کار
- مالیات غیر مستقیم بالاتر.
- تورم وارداتی
- سود-فشار: انحصارها برای افزایش سود به دنبال افزایش قیمت هستند.